# Clube Desportivo e Recreativo Quarteirense
El CDR Quarteirense es un equipo de fútbol de Portugal que milita en la Liga Regional de Algarve, la cuarta liga de fútbol más importante del país.

## Historia
Fue fundado el 2 de enero de 1937 en la ciudad de Quarteira en la región de Algarve y su mayor logro ha sido conseguir el ascenso a la II Divisão por primera vez en la temporada 2011/12 tras obtener el segundo puesto en la Série F de la Tercera División de Portugal.

## Palmarés
- Primera División de Algarve: 2

2006/07, 2010/11
- Supercopa de Algarve: 1

2011/12